# Anthemis pseudocotula
Anthemis pseudocotula ist eine Pflanzenart aus der Gattung der Hundskamillen (Anthemis) in der Familie der Korbblütler (Asteraceae).

## Merkmale
Anthemis pseudocotula ist ein einjähriger Schaft-Therophyt, der Wuchshöhen von 10 bis 50 Zentimeter erreicht. Oftmals sind die Zungenblüten fruchtbar. Die Stiele der Fruchtköpfchen sind gebogen und keulig verdickt. Die Frucht ist 1,25 Millimeter groß, kurz geöhrt und am Köpfchenboden bleibend.
Die Blütezeit reicht von April bis August.
Die Chromosomenzahl beträgt 2n = 18 oder 18+1B.

## Vorkommen
Anthemis pseudocotula kommt im östlichen Mittelmeerraum vor. Die Art wächst auf Äckern und Ruderalstellen.